# Паниковец (приток Зуши)
Паниковец — река в России, протекает по Орловской области. Левый приток Зуши.

## География
Река Паниковец берёт начало восточнее села Моховое. Течёт на восток и впадает в Зушу у села Вяжи-Заречье, в 102 км от устья Зуши. Длина реки составляет 26 км, площадь водосборного бассейна — 176 км².

## Данные водного реестра
По данным государственного водного реестра России относится к Окскому бассейновому округу, водохозяйственный участок реки — Ока от города Орёл до города Белёв, речной подбассейн реки — бассейны притоков Оки до впадения Мокши. Речной бассейн реки — Ока.
Код объекта в государственном водном реестре — 09010100212110000018322.